# Eremitis
Genre
Eremitis est un genre de plantes à fleurs monocotylédones de la famille des Poaceae et de la sous-famille des Bambusoideae, originaire d'Amérique du Sud, qui comprend de une à cinq espèces selon les auteurs.
Ce sont des plantes herbacées, vivaces, certaines rhizomateuses, aux tiges dressées ou décombantes de 50 à 130 cm de long. Les inflorescences sont composées de racèmes regroupant des épillets mâles et femelles distincts (espèce monoïque). Ce genre, qui appartient à la lignée des bambous herbacés (tribu des Olyreae), est endémique du Brésil où il se rencontre dans les forêts pluviales à faible altitude dans la région de Bahia.

## Liste d'espèces
Selon World Checklist of Selected Plant Families (WCSP) (3 juin 2018) :
- Eremitis afimbriata F.M.Ferreira & R.P.Oliveira (2013)
- Eremitis linearifolia Hollowell, F.M.Ferreira & R.P.Oliveira (2016)
- Eremitis magnifica F.M.Ferreira & R.P.Oliveira (2013)
- Eremitis parviflora (Trin.) C.E.Calderón ex Soderstr. (1980)
- Eremitis robusta Hollowell, F.M.Ferreira & R.P.Oliveira (2016)

Selon The Plant List (3 juin 2018) :
- Eremitis parviflora (Trin.) C.E.Calderón ex Soderstr.